# 福岡由美
福岡 由美（ふくおか ゆみ）は、元CBCレポートドライバー。TBSラジオ954キャスタードライバーを経てフリーに。名古屋・東京を拠点にして、住宅ジャーナリスト・ラジオ構成作家・レポーターとして活動中。
ライターエージェント 株式会社ヒューズ・エンタープライズ代表取締役。

## 主な執筆媒体
- リクルート SUUMO
- HOME'S PRESS
- アンサークリエイション そのうち

## 出演番組
- CBCラジオ 多田しげおの気分爽快!!朝からP・O・N レポーター